# Першостепановка (Мелитопольский район)
Першостепановка (укр. Першостепанівка) — село,
Новобогдановский сельский совет,
Мелитопольский район,
Запорожская область,
Украина.
Код КОАТУУ — 2323082003. Население по переписи 2001 года составляло 16 человек.

## Географическое положение
Село Першостепановка находится на расстоянии в 1 км от села Привольное.
Рядом проходит автомобильная дорога М-18 (E 105).

## История
- 1920 год — дата основания.